# Canscora concanensis
Canscora concanensis är en gentianaväxtart som beskrevs av C. B. Clark. Canscora concanensis ingår i släktet Canscora och familjen gentianaväxter. Inga underarter finns listade i Catalogue of Life.